# Tiradentes Esporte Clube
Tiradentes Esporte Clube, mais conhecido como Tiradentes, é um clube de futebol brasileiro da cidade de Tijucas, no Estado de Santa Catarina. Em 2003 e 2004, disputou a Primeira Divisão Catarinense. Atualmente o clube está com projeto para retorno ao futebol profissional, este que deve iniciar pelas categorias de base.

## História
O Tiradentes foi fundado em 21 de abril de 1947 a partir do ideal de João Bayer de unir os tijucanos em uma agremiação livre de alinhamentos partidários. Até ali, para ingressar em outras agremiações sócio esportivas da cidade era necessário ter algum nível de envolvimento com siglas partidárias que dominavam a política nacional: União Democrática Nacional(UDN) e Partido Social Democrático(PSD). Assim, com nome em homenagem a Tiradentes, foi fundada a agremiação.

### Histórico esportivo
O clube deu seus primeiros passos no esporte no amadorismo, onde chegou a ser campeão da Liga de Brusque, o que lhe deu o direito de ingressar na segunda divisão estadual. Com vários títulos no amador, no final da década de 80 se profissionalizou e disputou por dez vezes desde 1986 a Segunda Divisão do Campeonato Catarinense, sendo finalista duas vezes em 89 e 97, sem conquistar o acesso.
Na década de 2000 ocorreu o ápice e a queda do Tiradentes. Em 2001, o clube, com o apoio do empresário Nereu Martinelli(que, anos mais tarde, levou o Joinville à Série A do Brasileirão), se estruturou para que, no ano seguinte, conquistasse o acesso para a elite do futebol barriga verde, com o vice-campeonato da segunda divisão, perdendo o título para o Caxias de Joinville.
No primeiro ano na elite em 2003 o clube conseguiu se manter na Primeira divisão com o 10º lugar, mas no ano seguinte, já sem o apoio do empresariado, o clube terminou na 11º colocação e acabou sendo rebaixado. A queda também trouxe à tona o acumulo de dívidas do clube que fizeram com que suas atividades fossem suspensas. Em 2011 com a venda de uma parte de seu estádio para a Prefeitura Municipal de Tijucas-SC as dívidas foram quitadas e o estádio cedido para uso do AV13 Esporte Clube, clube amador da cidade de Tijucas-SC.
Recentemente o Clube anunciou a retomada das suas atividades esportivas, que serão iniciadas em Março de 2024 com a Categoria de Base.

## Estatísticas
| Competição     | Competição                       | Temporadas | Melhor campanha          | Anos                                                                   | A | R |
| Santa Catarina | Campeonato Catarinense           | 2          | 10º colocado (2003)      | 2003, 2004                                                             | – | – |
| Santa Catarina | Seletivo para a Primeira Divisão | 1          | Vice-campeão (2002)      | 2002                                                                   | 1 | – |
| Santa Catarina | Campeonato Catarinense Série B   | 10         | Vice-campeão (1989–1997) | 1986, 1987, 1988, 1989, 1990, 1991, 1992, 1993, 1994, 1995, 1996, 1997 | – | – |

## Estádio
O Tiradentes é proprietário do Estádio Sebastião Vieira Peixoto, mais conhecido como "Tatao" ou "Estádio do Tiradentes". Atualmente o estádio recebe jogos da copa santa catarina sub15 e sub17 das categorias de base do Tiradentes.